# Roodwangtangare
De roodwangtangare (Tangara rufigenis) is een zangvogel uit de familie Thraupidae (tangaren).

## Verspreiding en leefgebied
Deze soort is endemisch in het kustgebergte van noordelijk Venezuela.